# Héctor Grisi Checa
Héctor Blas Grisi Checa (Ciudad de México, 17 de octubre de 1966) es un banquero mexicano, actual consejero delegado (CEO) del Grupo Santander. Previamente, fue presidente ejecutivo y director general de Banco Santander México, y responsable regional de Norteamérica dentro del mismo grupo. A lo largo de su carrera ha ocupado diversos cargos en el sector financiero, incluyendo funciones directivas en instituciones como Credit Suisse e Inverlat.

## Trayectoria profesional
Grisi comenzó su carrera profesional en 1986 en Casa de Bolsa Inverlat, donde trabajó en el área de banca corporativa hasta 1991. Luego se incorporó al Grupo Financiero Inverméxico, donde trabajó durante seis años en banca corporativa y de inversión.
En 1997, se unió a Credit Suisse México. Entre 1997 y 2001, fue director de Banca de Inversión, y de 2001 a 2015, se desempeñó como presidente ejecutivo y director general. Durante su gestión, también fue miembro del Comité Global de Credit Suisse.
En diciembre de 2015, se incorporó a Banco Santander México como presidente ejecutivo y director general, liderando la transformación digital del banco y promoviendo su expansión en inclusión financiera y eficiencia operativa. En diciembre de 2019, fue nombrado también responsable regional de Norteamérica para el Grupo Santander, supervisando las operaciones en México y Estados Unidos.
Desde enero de 2023, Grisi es el consejero delegado de Banco Santander, con sede en Boadilla del Monte, Comunidad de Madrid, España. Desde su nombramiento, el banco ha anunciado medidas para reforzar su estructura global y avanzar en su proceso de digitalización.

## Actividades institucionales
Ha sido vicepresidente de la Asociación de Bancos de México (ABM) y ha integrado los consejos de administración de la Bolsa Mexicana de Valores y la Universidad Iberoamericana. Además, es presidente no ejecutivo de Cogrimex, S.A. de C.V., consejero no ejecutivo de Grupo Financiero Santander México, S.A. de C.V. y de PagoNxt, S.L., y forma parte de la comisión ejecutiva y de la comisión de innovación y tecnología del consejo de Grupo Santander.

## Educación
Grisi es licenciado en Finanzas con honores por la Universidad Iberoamericana de Ciudad de México. Además, realizó estudios de posgrado en mercados financieros en el New York Institute of Finance.